# كأس أبطال الكؤوس الآسيوية 1998–99
الفائز في كأس أبطال الكؤوس الآسيوية 1998–99، وهي منافسة كرة القدم يديرها الاتحاد الآسيوي لكرة القدم، يرد أدناه.

## الدور الأول

### غرب آسيا
| الفريق الأول  | إجم.   | الفريق الثاني     | مباراة الذهاب | مباراة الإياب |
| ------------- | ------ | ----------------- | ------------- | ------------- |
| كاظمة         | 5–2    | الوحدة            | 2–0           | 3–2           |
| الأهلي        | 0–3    | الطلبة            | 0–0           | 0–3           |
| باس           | 10–3   | السيب             | 10–1          | 0–2           |
| الأهلي        | (ا/س)1 | النجمة            |               |               |
| خجند          | 2–5    | باختاكور          | 1–1           | 1–4           |
| نيسا عشق آباد | 2–1    | كايسار كزيل-أوردا | 1–0           | 1–1           |
| الاتحاد       | إعفاء  |                   |               |               |
| النصر         | إعفاء  |                   |               |               |

1 النجمة انسحب.

### شرق آسيا
| الفريق الأول             | إجم.   | الفريق الثاني     | مباراة الذهاب | مباراة الإياب |
| ------------------------ | ------ | ----------------- | ------------- | ------------- |
| سينثانا                  | 5–2    | وودلاندز ولينغتون | 4–1           | 1–1           |
| مدينة هو تشي مين للجمارك | 2–5    | سرواق             | 1–2           | 1–3           |
| تشونام دراغونز           | (ا/س)1 | الشرطة            |               |               |
| سالغاوكار                | 1–4    | بكين غوان         | 1–0           | 0–4           |
| شرطة ماهيندرا            | 0–2    | نيو راديانت       | 0–0           | 0–2           |
| هابي فالي                | (ا/س)2 | بي آي إي          |               |               |
| مدينة يانغون للتنمية     | إعفاء3 |                   |               |               |
| كاشيما أنتلرز            | إعفاء  |                   |               |               |

1 الشرطة انسحب. 

2 بي آي إي اسنسحب. 

3 كان مدينة يانغون للتنمية قد وضع في مواجهة ممثل إندونيسيا، حيث تم إلغاء موسم 1997–98 بسبب الاضطرابات السياسية والاقتصادية في البلاد.

## الدور الثاني

### غرب آسيا
| الفريق الأول  | إجم. | الفريق الثاني | مباراة الذهاب | مباراة الإياب |
| ------------- | ---- | ------------- | ------------- | ------------- |
| كاظمة         | 4–2  | النصر         | 3–0           | 1–2           |
| باس           | 1–2  | الطلبة        | 0–1           | 1–1           |
| الأهلي        | 1–7  | الاتحاد       | 0–0           | 1–7           |
| نيسا عشق ىباد | 5–6  | باختاكور      | 5–0           | 0–6           |

### شرق آسيا
| الفريق الأول         | إجم. | الفريق الثاني  | مباراة الذهاب | مباراة الإياب |
| -------------------- | ---- | -------------- | ------------- | ------------- |
| مدينة يانغون للتنمية | 0–4  | سرواق          | 0–1           | 0–31          |
| نيو راديانت          | 4–6  | هابي فالي      | 3–1           | 1–5           |
| سينثانا              | 1–11 | كاشيما أنتلرز  | 1–2           | 0–9           |
| بكين غوان            | 0–4  | تشونام دراغونز | 0–2           | 0–2           |

1 مدينة يانغون للتنمية لم يستطع إيفاد فريق لمباراة الإياب لمرض اللاعبين.

## ربع النهائي

### غرب آسيا
| الفريق الأول | إجم.   | الفريق الثاني | مباراة الذهاب | مباراة الإياب |
| ------------ | ------ | ------------- | ------------- | ------------- |
| كاظمة        | (ا/س)1 | الطلبة        |               |               |
| الاتحاد      | 4–0    | باختاكور      | 3–0           | 1–0           |

1 كاظمة انسحب.

### شرق آسيا
| الفريق الأول | إجم. | الفريق الثاني  | مباراة الذهاب | مباراة الإياب |
| ------------ | ---- | -------------- | ------------- | ------------- |
| هابي فالي    | 1–7  | تشونام دراغونز | 0–3           | 1–4           |
| سرواق        | 2–14 | كاشيما أنتلرز  | 2–4           | 0–10          |

## نصف النهائي
| الطلبة              | 1–3 | الاتحاد                                               |
| ------------------- | --- | ----------------------------------------------------- |
| قحطان جثير درين 36' |     | محمد الصحفي 20' · داليان أتكينسون 25' · أحمد بهجا 90' |

| كاشيما أنتلرز    | 1–4 | تشونام دراغونز                                              |
| ---------------- | --- | ----------------------------------------------------------- |
| يوتاكا أكيتا 12' |     | روه سانغ-راي 33' 86' · كيم جونغ-هيون 48' · ليم كوان-سيك 66' |

## مباراة المركز الثالث
| كاشيما أنتلرز       | 1–0 | الطلبة |
| ------------------- | --- | ------ |
| تومويوكي هيراسي 42' |     |        |

## النهائي
| الاتحاد                                   | 3–2 (ب.م.م.و.إ) | تشونام دراغونز       |
| ----------------------------------------- | --------------- | -------------------- |
| أحمد بهجا 10' (ركلة.) 105' · محمد نور 84' |                 | روه سانغ-راي 14' 70' |

## البطل
| كأس أبطال الكؤوس الآسيوية 1998–1999 الاتحاد أول لقب |